# Johannes Ortner (Rennfahrer)

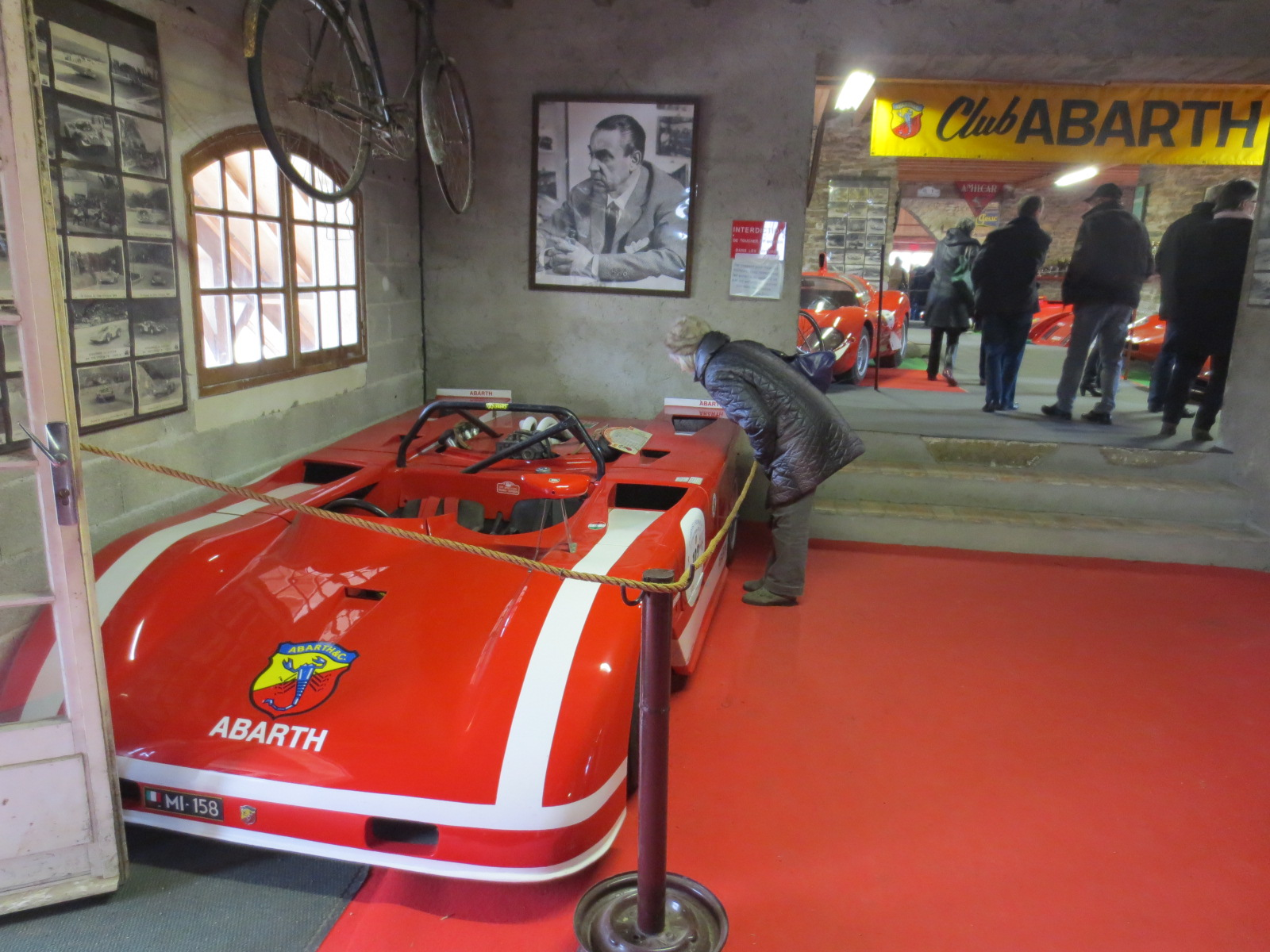
Abarth 3000 SP, Einsatzwagen von Johannes Ortner 1969

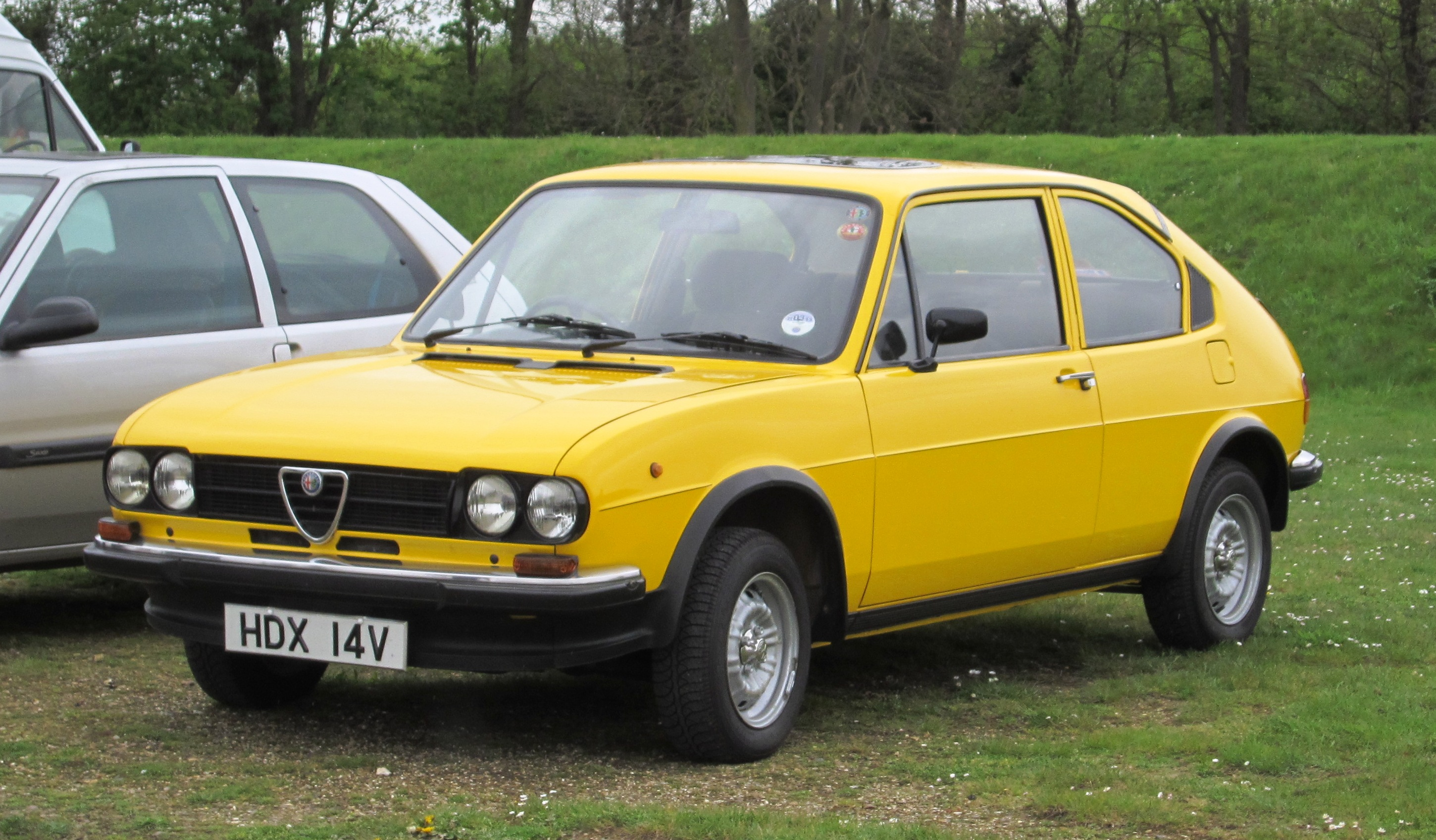
Der zweitürige Alfa Romeo Alfasud war die Basis für die Alfasud-Cup-Tourenwagen

Johannes Ortner (* 1935) ist ein ehemaliger österreichischer Autorennfahrer und Unternehmer.

## Karriere als Rennfahrer
Der in Kärnten geborene Johannes Ortner begann in den späten 1950er-Jahren mit dem Motorsport. Er startete bei Bergrennen und fuhr nationale Rallyes. Bekannt wurde er durch seine Einsätze bei der Alpenfahrt und seine Erfolge als Werksfahrer bei Abarth. Bei der seit 1910 mit Unterbrechungen über mehrere Alpenpässe gefahrenen österreichischen Rallye war er 1958 zum ersten Mal am Start. Nach einem zweiten Gesamtrang 1961 siegte er 1962 auf dem hubraumkleinen Steyr-Puch 500. Zu den Einzelsiegen kam 1960 der österreichische Staatsmeistertitel.
1966 engagierte Carlo Abarth Ortner und holte ihn zu seinem Werksteam nach Turin. In den folgenden Jahren wurde er zum Stammfahrer bei Abarth, der auch die besondere Unterstützung des Teambesitzers genoss. Als Gegenleistung lieferte Ortner Erfolge ab. Er fuhr die Abarth-Rennwagen in der Sportwagen-Weltmeisterschaft und wurde 1967 Dritter beim 500-km-Rennen auf dem Nürburgring. Dieses Ergebnis erreichte er auch beim 500-km-Rennen von Mugello, gemeinsam mit Gijs van Lennep auf einem Abarth 2000S. Dieses Rennen zählte 1969 zur Italienischen Sportwagen-Meisterschaft. Am erfolgreichsten war Ortner in der Europa-Bergmeisterschaft. 1970 und 1971 wurde er Europameister bei den Sportwagen.
Als Carlo Abarth mit dem Ablauf der Rennsaison 1971 sein Unternehmen an Fiat und den Rennstall an Osella verkauft hatte, zog sich Ortner vom Rennsport zurück.

## Alfasud-Cup
Johannes Ortner war 1975 der Initiator der Trofeo Alfasud, eines österreichischen Markenpokals mit seriennahen Tourenwagen auf Basis des Alfa Romeo Alfasud. Aus der Trofeo wurde bereits 1976 der Alfasud-Cup in Österreich und Italien. Der Cup wurde in der Folge zu einem der beliebtesten Markenpokale Europas, der das Sprungbrett vieler Fahrer für eine Motorsportkarriere wurde. Unter anderen starteten die späteren Formel-1-Piloten Gerhard Berger und Karl Wendlinger ihre Karrieren im Alfasud-Cup. Alle Cup-Fahrzeuge wurden in den Werkstätten des Autohauses Ortner in Villach aufgebaut.

## Unternehmer
Johannes Ortner gründete 1964 in Villach eine Autowerkstatt. Mit zwei Mitarbeitern führte er das Unternehmen als Vertragspartner von Steyr-Puch. Der Betrieb wuchs stetig. Es kamen Betriebsstätten in Klagenfurt und mit Peugeot, Bultaco, den Marken der Fiat-Gruppe (Fiat, Lancia, Alfa Romeo und Jeep) und Hyundai neue Vertriebspartner hinzu. Ab 1986 wurden auch Motorboote verkauft.

## Statistik

### Einzelergebnisse in der Sportwagen-Weltmeisterschaft
| Saison | Team            | Rennwagen                       | 1   | 2   | 3   | 4   | 5   | 6   | 7   | 8   | 9   | 10  | 11  | 12  | 13  | 14  | 15  | 16  | 17  | 18  | 19  | 20  | 21  | 22  |
| ------ | --------------- | ------------------------------- | --- | --- | --- | --- | --- | --- | --- | --- | --- | --- | --- | --- | --- | --- | --- | --- | --- | --- | --- | --- | --- | --- |
| 1962   | Johannes Ortner | Steyr-Puch 500                  | DAY | SEB | SEB | MAI | TAR | BER | NÜR | LEM | TAV | CCA | RTT | NÜR | BRI | BRI | PAR |     |     |     |     |     |     |     |
| 1962   | Johannes Ortner | Steyr-Puch 500                  |     |     |     |     |     |     |     |     | 33  |     |     |     |     |     |     |     |     |     |     |     |     |     |
| 1963   | Steyr-Puch      | Steyr-Puch 650                  | DAY | SEB | SEB | TAR | SPA | MAI | NÜR | CON | ROS | LEM | MON | WIS | TAV | FRE | CCE | RTT | OVI | NÜR | MON | MON | TDF | BRI |
| 1963   | Steyr-Puch      | Steyr-Puch 650                  |     |     |     |     |     | 36  |     |     |     |     |     |     |     |     |     |     |     |     |     |     |     |     |
| 1964   | Steyr-Puch      | Steyr-Puch 650                  | DAY | SEB | TAR | MON | SPA | CON | NÜR | ROS | LEM | REI | FRE | CCE | RTT | SIM | NÜR | MON | TDF | BRI | BRI | PAR |     |     |
| 1964   | Steyr-Puch      | Steyr-Puch 650                  |     |     |     |     | 46  |     |     |     |     |     |     |     |     |     |     |     |     |     |     |     |     |     |
| 1965   | Johannes Ortner | Steyr-Puch 650                  | DAY | SEB | BOL | MON | MON | RTT | TAR | SPA | NÜR | MUG | ROS | LEM | REI | BOZ | FRE | CCE | OVI | NÜR | BRI | BRI |     |     |
| 1965   | Johannes Ortner | Steyr-Puch 650                  |     |     |     |     |     |     |     | 56  |     |     |     |     |     |     |     |     |     |     |     |     |     |     |
| 1966   | Abarth          | Abarth 1300 OT Abarth 1300 SP   | DAY | SEB | MON | TAR | SPA | NÜR | LEM | MUG | CCE | HOK | SIM | NÜR | ZEL |     |     |     |     |     |     |     |     |     |
| 1966   | Abarth          | Abarth 1300 OT Abarth 1300 SP   |     |     | 15  |     |     | 14  |     | 27  |     |     |     | DNF | 11  |     |     |     |     |     |     |     |     |     |
| 1967   | Abarth          | Abarth 1300 OT Fiat-Abarth 1000 | DAY | SEB | MON | SPA | TAR | NÜR | LEM | HOK | MUG | BRH | CCE | ZEL | OVI | NÜR |     |     |     |     |     |     |     |     |
| 1967   | Abarth          | Abarth 1300 OT Fiat-Abarth 1000 |     |     |     |     |     |     |     |     |     |     |     | 7   | 45  | 3   |     |     |     |     |     |     |     |     |
| 1969   | Abarth-Osella   | Abarth 2000 SP                  | DAY | SEB | BRH | MON | TAR | SPA | NÜR | LEM | WAT | ZEL |     |     |     |     |     |     |     |     |     |     |     |     |
| 1969   | Abarth-Osella   | Abarth 2000 SP                  |     |     |     | 39  |     |     |     |     |     |     |     |     |     |     |     |     |     |     |     |     |     |     |
| 1970   | Abarth          | Abarth 2000S Abarth 3000 SP     | DAY | SEB | BRH | MON | TAR | SPA | NÜR | LEM | WAT | ZEL |     |     |     |     |     |     |     |     |     |     |     |     |
| 1970   | Abarth          | Abarth 2000S Abarth 3000 SP     |     |     |     | DNF | DNF |     |     |     |     |     |     |     |     |     |     |     |     |     |     |     |     |     |